# إرنست فون هيرتسوغ
إرنست فون هيرتسوغ (بالألمانية: Ernst Herzog)‏ هو أستاذ جامعي ألماني، ولد في 23 نوفمبر 1834 في إسلينغن آم نيكار في ألمانيا، وتوفي في 16 نوفمبر 1911 في Degerloch ‏ في ألمانيا.